# Distretto di Mittelland
Il distretto di Mittelland è un ex distretto del Canton Appenzello Esterno, in Svizzera. Venne abolito nel 1995.

## Descrizione
Il distretto comprendeva i comuni di Bühler, Gais, Speicher, Teufen e Trogen e si estendeva su quasi un quarto del territorio cantonale.  Il distretto fu istituito nel 1876 nel quadro dell'introduzione dei tribunali distrettuali ed ebbe solo una limitata funzione politico-amministrativa.

## Storia
Prima della sua istituzione formale, il Mittelland costituì una parte del territorio cantonale situato alla destra della Sitter. Il Mittelland è separato dagli altri due ex distretti di Appenzello Esterno anche dal punto di vista topografico dalle profonde gole della Sitter e dalla Goldach.  Quale conseguenza della sua prossimità con la città di San Gallo, dal 1950 il distretto fu coinvolto in una dinamica evolutiva, con forte aumento della popolazione.